# U-20-Fußball-Weltmeisterschaft der Frauen 2014
Die U-20-Fußball-Weltmeisterschaft der Frauen 2014 (offiziell 2014 FIFA U-20 Women’s World Cup) war die siebte Ausspielung dieses Wettbewerbs für Fußballspielerinnen unter 20 Jahren (Stichtag: 1. Januar 1994) und fand 2014 in Kanada statt. Kanada war damit nach der U-19-WM 2002 zum zweiten Mal Gastgeber dieses Turniers. Gespielt wurde in den Städten Edmonton, Moncton, Montreal und Toronto. Am Turnier nahmen 16 Mannschaften teil, die zunächst im vier Gruppen- und danach im K.-o.-System gegeneinander antraten. Das Turnier galt als Generalprobe für die 2015 in Kanada stattfindende Fußball-Weltmeisterschaft der Frauen. Durch die Vergabe der WM 2015 an Kanada wurde das Land auch Ausrichter der vorherigen U-20-WM.

## Spielorte
Die vier Spielorte der WM wurden am 2. Juni 2013 bekanntgegeben. Edmonton, Moncton und Montreal wurden auch als Spielorte der Frauen-WM 2015 ausgewählt. Toronto hatte auf eine Berücksichtigung als Spielort für die WM 2015 verzichtet, um Terminüberschneidungen mit den Panamerikanischen Spielen 2015 zu vermeiden.
| Edmonton |

| Moncton |

| Montreal |

| Toronto |

| Edmonton |

| Moncton |

| Montreal |

| Toronto |

## Qualifikation
Die vier europäischen Vertreter qualifizierten sich bei der U-19-Europameisterschaft 2013 vom 19. bis 31. August 2013 in Wales. Jeweils die beiden besten Mannschaften der beiden Vorrundengruppen qualifizierten sich für die Weltmeisterschaft. Dies gelang Europameister Frankreich, England, Deutschland und Finnland.
Asiens drei Teilnehmer wurden bei der U-19-Asienmeisterschaft 2013 im Oktober 2013 in der Volksrepublik China ermittelt, an der sechs Mannschaften teilnahmen. China sowie Nord- und Südkorea konnten sich qualifizieren.
Die beiden südamerikanischen Vertreter wurden 2014 bei der U-20-Südamerikameisterschaft vom 13. bis 31. Januar 2014 in Uruguay ermittelt.  Es qualifizierten sich die beiden Erstplatzierten Brasilien und Paraguay, das als einzige Mannschaft erstmals teilnehmen wird.
Die nord- und mittelamerikanischen Vertreter wurden bei der CONCACAF U-20-Meisterschaft der Frauen ermittelt, die vom 9. bis zum 19. Januar 2014 auf den Kaimaninseln ausgetragen wurde. Teilnehmer waren die USA und Mexiko (für Nordamerika), Costa Rica, Guatemala und Honduras (alle UNCAF) sowie drei CFU-Teams aus der Karibik (Jamaika, Kaimaninseln, Trinidad und Tobago), die in einem regionalen Turnier zwischen dem 18. und 27. Oktober ermittelt wurden. Es qualifizierten sich die beiden Finalisten Mexiko und USA sowie Costa Rica, der Gewinner des Spiels um Platz 3 gegen Trinidad und Tobago. Zudem ist Kanada als Gastgeber automatisch qualifiziert.
Die beiden afrikanischen Vertreter wurden bei der U-20-Fußball-Afrikameisterschaft der Frauen ermittelt, für die 17 Mannschaften – darunter erstmals der Südsudan – gemeldet hatten, aber nach dem Rückzug Ägyptens, Guinea-Bissaus und Ugandas nur 14 teilnahmen. Die Meisterschaft fand zwischen dem 30. September 2013 und dem 26. Januar 2014 im Hin- und Rückspielmodus über drei Runden und eine Vorrunde statt. Als erste Mannschaft qualifizierte sich Nigeria durch zwei Siege (6:0 und 1:0) gegen Südafrika. Als zweite Mannschaft qualifizierte sich Ghana, das nach einem 0:1 gegen Äquatorialguinea im Rückspiel durch ein 1:0 ausgleichen und das Elfmeterschießen mit 4:3 gewinnen konnte. Dabei musste Ghana nur gegen Äquatorialguinea antreten, da sowohl der Vorrundengegner Guinea-Bissau als auch der Gegner der 2. Runde Uganda sein Team zurückgezogen hatte.
Der ozeanische Vertreter wurde vom 18. bis 22. Februar 2014 bei der OFC-U-20-Frauen-Meisterschaft 2014 in Neuseeland ermittelt, an der vier Mannschaften (Neuseeland, Papua-Neuguinea, Tonga und Vanuatu) teilnahmen. Neuseeland gewann durch drei Siege zum vierten Mal den Titel und qualifizierte sich als letzte Mannschaft für die WM.

### Teilnehmer
| 4 aus Europa                        | Deutschland | England    | Finnland | Frankreich |
| 3 aus Asien                         | China       | Nordkorea  | Südkorea |            |
| 4 aus Nord-, Mittelamerika, Karibik | Kanada      | Costa Rica | Mexiko   | USA        |
| 2 aus Afrika                        | Ghana       | Nigeria    |          |            |
| 2 aus Südamerika                    | Brasilien   | Paraguay*  |          |            |
| 1 aus Ozeanien                      | Neuseeland  |            |          |            |

* Erstteilnahme.

## Gruppenspiele
Der Spielplan wurde am 6. August 2013 bekannt gegeben. Kanada wurde als Gruppenkopf der Gruppe A gesetzt. Die Auslosung der Gruppen fand am 1. März 2014 in Montreal statt.
Die ersten beiden Spieltage finden als Doppelveranstaltungen der jeweiligen Gruppe statt. Zu den abschließenden Gruppenspielen müsse alle Mannschaften in einen anderen Spielort reisen. Dort finden die letzten Spiele als Doppelveranstaltung mit einer anderen Gruppe statt.

### Gruppe A
| Pl. | Land      | Sp. | S | U | N | Tore    | Diff. | Punkte |
| --- | --------- | --- | - | - | - | ------- | ----- | ------ |
| 1.  | Nordkorea | 3   | 2 | 0 | 1 | 005:200 | +3    | 06     |
| 2.  | Kanada    | 3   | 2 | 0 | 1 | 004:300 | +1    | 06     |
| 3.  | Ghana     | 3   | 2 | 0 | 1 | 003:400 | −1    | 06     |
| 4.  | Finnland  | 3   | 0 | 0 | 3 | 004:700 | −3    | 0      |

|                                       |   |           |           |
| Dienstag, 5. August 2014 in Toronto   |   |           |           |
| Kanada                                | – | Ghana     | 0:1 (0:1) |
| Finnland                              | – | Nordkorea | 1:2 (1:2) |
| Freitag, 8. August 2014 in Toronto    |   |           |           |
| Ghana                                 | – | Nordkorea | 0:3 (0:1) |
| Kanada                                | – | Finnland  | 3:2 (0:2) |
| Dienstag, 12. August 2014 in Moncton  |   |           |           |
| Ghana                                 | – | Finnland  | 2:1 (0:0) |
| Dienstag, 12. August 2014 in Montreal |   |           |           |
| Nordkorea                             | – | Kanada    | 0:1 (0:0) |

### Gruppe B
| Pl. | Land                | Sp. | S | U | N | Tore    | Diff. | Punkte |
| --- | ------------------- | --- | - | - | - | ------- | ----- | ------ |
| 1.  | Deutschland         | 3   | 2 | 1 | 0 | 012:600 | +6    | 07     |
| 2.  | USA                 | 3   | 2 | 0 | 1 | 004:200 | +2    | 06     |
| 3.  | Volksrepublik China | 3   | 0 | 2 | 1 | 006:900 | −3    | 02     |
| 4.  | Brasilien           | 3   | 0 | 1 | 2 | 002:700 | −5    | 01     |

|                                       |   |             |           |
| Dienstag, 5. August 2014 in Edmonton  |   |             |           |
| Deutschland                           | – | USA         | 2:0 (0:0) |
| China                                 | – | Brasilien   | 1:1 (0:0) |
| Freitag, 8. August 2014 in Edmonton   |   |             |           |
| Deutschland                           | – | China       | 5:5 (2:1) |
| USA                                   | – | Brasilien   | 1:0 (0:0) |
| Dienstag, 12. August 2014 in Moncton  |   |             |           |
| USA                                   | – | China       | 3:0 (2:0) |
| Dienstag, 12. August 2014 in Montreal |   |             |           |
| Brasilien                             | – | Deutschland | 1:5 (1:0) |

### Gruppe C
| Pl. | Land     | Sp. | S | U | N | Tore    | Diff. | Punkte |
| --- | -------- | --- | - | - | - | ------- | ----- | ------ |
| 1. | Nigeria  | 3   | 2 | 1 | 0 | 005:300 | +2    | 07     |
| 2. | Südkorea | 3   | 1 | 1 | 1 | 004:400 | ±0    | 04     |
| 3. | England  | 3   | 0 | 2 | 1 | 003:400 | −1    | 02     |
| 4. | Mexiko   | 3   | 0 | 2 | 1 | 003:400 | −1    | 02     |
| England und Mexiko sind durch Punkte, Torverhältnis und Direktvergleich nicht eindeutig zu platzieren. Daher entscheidet laut Reglement das Los. |          |     |   |   |   |         |       |        |

|                                       |   |          |           |
| Mittwoch, 6. August 2014 in Moncton   |   |          |           |
| England                               | – | Südkorea | 1:1 (0:1) |
| Mexiko                                | – | Nigeria  | 1:1 (1:1) |
| Samstag, 9. August 2014 in Moncton    |   |          |           |
| England                               | – | Mexiko   | 1:1 (1:0) |
| Südkorea                              | – | Nigeria  | 1:2 (0:2) |
| Mittwoch, 13. August 2014 in Edmonton |   |          |           |
| Nigeria                               | – | England  | 2:1 (1:1) |
| Mittwoch, 13. August 2014 in Toronto  |   |          |           |
| Südkorea                              | – | Mexiko   | 2:1 (1:0) |

### Gruppe D
| Pl. | Land       | Sp. | S | U | N | Tore    | Diff. | Punkte |
| --- | ---------- | --- | - | - | - | ------- | ----- | ------ |
| 1.  | Frankreich | 3   | 3 | 0 | 0 | 012:100 | +11   | 09     |
| 2.  | Neuseeland | 3   | 2 | 0 | 1 | 005:400 | +1    | 06     |
| 3.  | Paraguay   | 3   | 1 | 0 | 2 | 002:600 | −4    | 03     |
| 4.  | Costa Rica | 3   | 0 | 0 | 3 | 002:100 | −8    | 0      |

|                                       |   |            |           |
| Mittwoch, 6. August 2014 in Montreal  |   |            |           |
| Neuseeland                            | – | Paraguay   | 2:0 (2:0) |
| Frankreich                            | – | Costa Rica | 5:1 (4:0) |
| Samstag, 9. August 2014 in Montreal   |   |            |           |
| Neuseeland                            | – | Frankreich | 0:4 (0:1) |
| Paraguay                              | – | Costa Rica | 2:1 (1:1) |
| Mittwoch, 13. August 2014 in Edmonton |   |            |           |
| Paraguay                              | – | Frankreich | 0:3 (0:2) |
| Mittwoch, 13. August 2014 in Toronto  |   |            |           |
| Costa Rica                            | – | Neuseeland | 0:3 (0:1) |

## Finalrunde
|  | Viertelfinale | Viertelfinale |             |             | Halbfinale       | Halbfinale |  |  | Finale | Finale |
|  |               |               |             |             |                  |            |  |  |        |        |
|  |               |               |             |             |                  |            |  |  |        |        |
|  | Nordkorea     | 1 (3)         |             |             |                  |            |  |  |        |        |
|  | Nordkorea     | 1 (3)         |             |             |                  |            |  |  |        |        |
|  | USA           | 1 (1)         |             |             |                  |            |  |  |        |        |
|  | USA           | 1 (1)         | Nordkorea   | 2           |                  |            |  |  |        |        |
|  |               |               | Nordkorea   | 2           |                  |            |  |  |        |        |
|  |               | Nigeria       | 6           |             |                  |            |  |  |        |        |
|  | Nigeria       | Nigeria       | 6           | 4           |                  |            |  |  |        |        |
|  | Nigeria       |               |             | 4           |                  |            |  |  |        |        |
|  | Neuseeland    | 1             |             |             |                  |            |  |  |        |        |
|  |               |               | Nigeria     | 0           |                  |            |  |  |        |        |
|  |               |               |             | Deutschland | 1                |            |  |  |        |        |
|  | Deutschland   | 2             |             |             |                  |            |  |  |        |        |
|  | Kanada        | 0             |             |             |                  |            |  |  |        |        |
|  | Kanada        | 0             | Deutschland | 2           |                  |            |  |  |        |        |
|  |               |               | Deutschland | 2           | Spiel um Platz 3 |            |  |  |        |        |
|  |               | Frankreich    | 1           |             |                  |            |  |  |        |        |
|  | Frankreich    | Frankreich    | 1           | 0 (4)       | Nordkorea        | 2          |  |  |        |        |
|  | Frankreich    |               |             | 0 (4)       | Nordkorea        | 2          |  |  |        |        |
|  | Südkorea      | 0 (3)         |             | Frankreich  | 3                |            |  |  |        |        |
|  | Südkorea      | 0 (3)         |             |             | 3                |            |  |  |        |        |
|  |               |               |             |             |                  |            |  |  |        |        |

### Viertelfinale
|                                      |   |            |                                 |
| Samstag, 16. August 2014 in Toronto  |   |            |                                 |
| Nordkorea                            | – | USA        | 1:1 n. V. (1:1, 0:1), 3:1 i. E. |
| Samstag, 16. August 2014 in Edmonton |   |            |                                 |
| Deutschland                          | – | Kanada     | 2:0 (1:0)                       |
| Sonntag, 17. August 2014 in Moncton  |   |            |                                 |
| Nigeria                              | – | Neuseeland | 4:1 (2:0)                       |
| Sonntag, 17. August 2014 in Montreal |   |            |                                 |
| Frankreich                           | – | Südkorea   | 0:0 n. V., 4:3 i. E.            |

### Halbfinale
|                                       |   |            |           |
| Mittwoch, 20. August 2014 in Moncton  |   |            |           |
| Nordkorea                             | – | Nigeria    | 2:6 (1:2) |
| Mittwoch, 20. August 2014 in Montreal |   |            |           |
| Deutschland                           | – | Frankreich | 2:1 (1:1) |

### Spiel um Platz 3
|                                      |   |            |           |
| Sonntag, 24. August 2014 in Montreal |   |            |           |
| Nordkorea                            | – | Frankreich | 2:3 (0:0) |

### Finale
|                                      |   |             |           |
| Sonntag, 24. August 2014 in Montreal |   |             |           |
| Nigeria                              | – | Deutschland | 0:1 n. V. |

## Beste Torschützinnen
| Rang | Spielerin       | Tore |
| ---- | --------------- | ---- |
| 1    | Asisat Oshoala  | 7    |
| 2    | Pauline Bremer  | 5    |
|      | Sara Däbritz    | 5    |
| 4    | Claire Lavogez  | 4    |
| 5    | Lindsey Horan   | 3    |
|      | Juliette Kemppi | 3    |
|      | Theresa Panfil  | 3    |
|      | Lena Petermann  | 3    |
|      | Faustine Robert | 3    |
|      | Jon So-yon      | 3    |
|      | Uchechi Sunday  | 3    |
|      | Ri Un-sim       | 3    |

Hinzu kommen weitere 9 Spielerinnen mit zwei Toren, 38 Spielerinnen mit einem Tor, darunter die Deutsche Rebecca Knaak und ein Eigentor durch Fabiola Villalobos (Costa Rica).

## Auszeichnungen

### Goldener Ball
Asisat Oshoala wurde auch als beste Spielerin des Turniers mit dem Goldenen Ball geehrt. Der Silberne Ball ging an die Französin Griedge Mbock Bathy und den Bronzenen Ball erhielt ihre Landsfrau Claire Lavogez.

### Goldener Schuh
Mit dem Goldenen Schuh als Torschützenkönigin des Turniers wurde die Nigerianerin Asisat Oshoala ausgezeichnet. Oshoala erzielte während des Turniers sieben Tore, davon vier beim 6:2 im Halbfinale gegen Nordkorea. Platz zwei und drei gingen an die Deutschen Pauline Bremer und Sara Däbritz, beide erzielten fünf Tore.

### Goldener Handschuh
Der Goldene Handschuh für die beste Torfrau ging an die Deutsche Meike Kämper. Damit wurde wie zwei Jahre zuvor eine Spielerin aus Deutschland geehrt. Ein Silberner bzw. Bronzener Handschuh wurde nicht vergeben.

### Fairplay-Auszeichnung
Als fairste Mannschaft wurde das Team aus Kanada geehrt.

## Schiedsrichterinnen
Die FIFA nominierte 13 Schiedsrichterinnen und 26 Assistentinnen für die 32 Spiele des Turniers. Gastgeber Kanada, die Volksrepublik China, Deutschland, Finnland und die USA stellen mit jeweils einer Schiedsrichterin und zwei Assistentinnen das größte Kontingent. Zudem wurde aus jeder Konföderation außer dem OFC je eine Schiedsrichterin als Reserve nominiert.
| Kontinentalverband | Schiedsrichterinnen | Schiedsrichterassistentinnen |
| ------------------ | --- | --- |
| AFC                | - Qin Liang - Sachiko Yamagishi - Ri Hyang-ok (Reserve)                                                                | - Allyson Flynn - Sarah Ho - Fang Yan - Liang Jianping |
| CAF                | - Therese Sagno - Thérèse Neguel (Reserve)                                                                             | - Trhas Gebreyohanis - Tempa Ndah |
| CONCACAF           | - Quetzalli Alvarado - Carol Chénard - Margaret Domka - Michelle Pye (Reserve)                                         | - Marie-Josée Charbonneau - Suzanne Morisset - Shirley Perelló - Mayte Chávez - Marlene Duffy - Veronica Perez                                                                  |
| CONMEBOL           | - Salomé di Iorio - Claudia Umpiérrez (Reserve)                                                                        | - María Rocco - Mariana Corbo |
| CAF                | - Finau Vulivuli | - Jacqueline Stephenson - Sarah Walker |
| UEFA               | - Bibiana Steinhaus - Kirsi Heikkinen - Carina Vitulano - Esther Staubli - Kateryna Monsul - Katalin Kulcsár (Reserve) | - Ella de Vries - Katrin Rafalski - Marina Wozniak - Sian Massey - Anu Jokela - Tonja Paavola - Chrysoula Kourompylia - Anna Nyström - Yolanda Parga Rodríguez - Lucie Ratajová |

Im Spiel zwischen Ghana und Nordkorea musste Carina Vitulano schon nach wenigen Minuten durch die Vierte Offizielle Katalin Kulcsár ersetzt werden, da sie sich bei einem Sprint eine Knieverletzung zuzog.

## Das deutsche Team
Bundestrainerin Maren Meinert nominierte für das Turnier folgenden Kader:
| Nr. | Spielerin             | Geburtsdatum | Position   | Verein                          |
| --- | --------------------- | ------------ | ---------- | ------------------------------- |
| 01  | Meike Kämper          | 23.04.1994   | Tor        | MSV Duisburg                    |
| 02  | Manjou Wilde          | 19.04.1995   | Abwehr     | SC Freiburg                     |
| 03  | Felicitas Rauch       | 30.04.1996   | Abwehr     | 1. FFC Turbine Potsdam          |
| 04  | Margarita Gidion      | 18.12.1994   | Abwehr     | SGS Essen                       |
| 05  | Franziska Jaser       | 20.01.1996   | Abwehr     | North Carolina State University |
| 06  | Lina Magull           | 15.08.1994   | Mittelfeld | VfL Wolfsburg                   |
| 07  | Kathrin Schermuly     | 15.11.1995   | Mittelfeld | Eintracht Wetzlar               |
| 08  | Rebecca Knaak         | 23.06.1996   | Abwehr     | Bayer 04 Leverkusen             |
| 09  | Pauline Bremer        | 10.04.1996   | Sturm      | 1. FFC Turbine Potsdam          |
| 10  | Linda Dallmann        | 02.09.1994   | Sturm      | SGS Essen                       |
| 11  | Theresa Panfil        | 13.11.1995   | Mittelfeld | Bayer 04 Leverkusen             |
| 12  | Merle Frohms          | 28.01.1995   | Tor        | VfL Wolfsburg                   |
| 13  | Sara Däbritz          | 15.02.1995   | Mittelfeld | SC Freiburg                     |
| 14  | Marie Christin Becker | 18.05.1995   | Abwehr     | Harvard University              |
| 15  | Wibke Meister         | 12.03.1995   | Abwehr     | 1. FFC Turbine Potsdam          |
| 16  | Joelle Wedemeyer      | 12.08.1996   | Abwehr     | VfL Wolfsburg                   |
| 17  | Jenny Gaugigl         | 22.08.1996   | Mittelfeld | FC Bayern München               |
| 18  | Lena Petermann        | 05.02.1994   | Sturm      | University of Central Florida   |
| 19  | Rieke Dieckmann       | 16.08.1996   | Mittelfeld | SV Meppen                       |
| 20  | Madeline Gier         | 28.04.1996   | Sturm      | SGS Essen                       |
| 21  | Anna Klink            | 22.03.1995   | Tor        | Bayer 04 Leverkusen             |

Melanie Leupolz sagte ihre Teilnahme verletzungsbedingt ab, für sie wurde Joelle Wedemeyer nachnominiert.

## Besonderheiten
- Das 5:5 zwischen Deutschland und China egalisiert das Remis mit den meisten Toren bei FIFA-Weltmeisterschaften beider Geschlechter in allen Altersstufen. Das gleiche Ergebnis gab es bei der U17-WM 2003 zwischen Portugal und Kamerun.
- Theresa Panfil erzielte mit dem 3:2 das 100. Tor für Deutschland bei den U-20-Weltmeisterschaften der Frauen, die damit die 1. Mannschaft ist, die diese Marke erreicht hat.
- Kanada ist die erste Mannschaft, die bei einer U-20-WM der Frauen einen 0:2-Rückstand noch in einen Sieg verwandeln konnte.
- Die Nigerianerin Courtney Dike erzielte im Spiel gegen Südkorea bereits nach zwölf Sekunden das 1:0 und damit das schnellste Tor bei diesem Wettbewerb überhaupt. Ihre Mannschaftskameradin Asisat Oshoala erzielte dann im Viertelfinale das zweitschnellste Tor (31 Sekunden nach Anstoß).
- Deutschland gelang es im Spiel gegen Brasilien, als erste Mannschaft in der Turniergeschichte fünf Tore in der zweiten Halbzeit zu erzielen.
- Maren Meinert saß beim Spiel gegen Kanada zum 26. Mal bei einem WM-Spiel der U-20 Mannschaft auf der Bank und überbot damit den Weltrekord von Helmut Schön, der 25-mal bei WM-Spielen der Männer-A-Nationalmannschaft auf der Bank saß. Durch zwei weitere Spiele (Halbfinale und Finale) steigerte sie den Rekord auf 28 Spiele.
- Zum ersten Mal kam es mit dem Finale Nigeria gegen Deutschland zur Wiederholung einer Finalpaarung. Beide Mannschaften trafen bereits im Finale der U-20-Fußball-Weltmeisterschaft der Frauen 2010 aufeinander. Bei beiden Endspielen war Carol Anne Chenard die Schiedsrichterin, die damit die erste Schiedsrichterin in zwei WM-Endspielen ist.